# Leptynoma hessei
Leptynoma hessei är en tvåvingeart som först beskrevs av Elisabeth K. Stuckenberg 1960.  Leptynoma hessei ingår i släktet Leptynoma och familjen Vermileonidae. Inga underarter finns listade i Catalogue of Life.